# Metulocladosporiella musae
Metulocladosporiella musae är en svampart som först beskrevs av E.W. Mason, och fick sitt nu gällande namn av Crous, Schroers, J.Z. Groenew., U. Braun & K. Schub. 2006. Metulocladosporiella musae ingår i släktet Metulocladosporiella och familjen Herpotrichiellaceae.   Inga underarter finns listade i Catalogue of Life.